# ود
| اساطیر خاورنزدیک مجموعه مقالات | اساطیر خاورنزدیک مجموعه مقالات                                                              |
| --- | ------------------------------------------------------------------------------------------- |
| |                                                                                             |
| اساطیر میان‌رودان |                                                                                             |
| اساطیر عربی |                                                                                             |
| اساطیر لاوی |                                                                                             |
| خدایان عرب پیش از اسلام |                                                                                             |
| - اساف - ایشتار - اقیصر - لات - آستارته - اترثه (سوری) - بعل شمن - بعل - بس (مصری-عربی) - ذوالخلطه - ذوالشرا - الله (سامی) - ایشتار - غبغب | - منات - مناف - نبو - نسر (بت) - هبل - شمش - عمیانس - عزی - ود - یعوق - یغوث - یالیل - جن‌ها |
| این جعبه: نمایش بحث ویرایش |                                                                                             |

ود از بت‌های عرب پیش از اسلام است که در عربستان پرستش می‌شد. عوف بن عذره این بت را به وادی‌القری آورد و در دومةالجندل نهاد. عوف، پسرش را عبدود (بنده ود) نامید. در زمان پیدایش [اسلام]، بت ود در اختیار عامر بن عبدود بوده‌است. در بازگشت از جنگ تبوک، محمد پیامبر اسلام، یکی از سردارانش به نام خالد پسر ولید را به پرستشگاه ود فرستاد. خالد، پیروان ود را کشت و آن بت را شکست و بت‌خانه را ویران کرد.